# Anna Węgrzynowska
Anna Węgrzynowska (ur. 18 maja 1897 lub 1899 w Odessie, zm. 30 października 1920 tamże) – wywiadowczyni Polskiej Organizacji Wojskowej, dama Orderu Virtuti Militari, uczestniczka wojny polsko-bolszewickiej, malarka.

## Życiorys
Była córką Bronisława (1854–1918) i Marii z Millerów Węgrzynowskich, jednym z pięciorga dzieci (3 siostry i 2 braci). Ojciec był kapitanem rosyjskiej floty czarnomorskiej, siostrzeńcem Józefa Sowińskiego, natomiast jej dziadek Arkady powstańcem styczniowym zesłanym na Syberię, którego majątek skonfiskowano. Matka Anny była posiadaczką ziemi koło Mesyny.
Po ukończeniu gimnazjum uczyła się malarstwa i rysunku, gdzie, według relacji brata Eugeniusza, wykazała kolosalne zdolności i prawdziwy talent. Studiowała w Warszawie, gdzie przy ul. Krasińskiego 15/145 mieszkała.
Początkowo współpracowała z Polską Organizacją Wojskową. Latem 1919 dołączyła do Komendy Naczelnej III POW w Odessie. Używała pseudonimów: Maria Dłuska i Karol Scholz. Zatrudniała się w wojskowych instytucjach sowieckich i ukraińskich, by prowadzić działalność wywiadowczą. W latach 1919–1920 była jedną z 5 wywiadowczyń POW w Odessie (pozostałe to Janina Holecka, Wiktoria Jokiszowa, Irena Rożałowska i Anna Scheitzowa).
W styczniu 1920, gdy Armia Ochotnicza gen. Denikina opuszczała południe Rosji, w tym Odessę, w obliczu zagrożenia ze strony bolszewików, zdecydowała się na pozostanie w mieście. Taką decyzję podjęli również: Janina Holecka, Karol Łastowski, Konstanty Zalewski i Stefan Czarniecki. Węgrzynowska odpowiadała za najważniejsze zadania wywiadowcze w Wydziale Wojskowym Komendy Okręgowej KN III POW w Odessie. Obserwowała działalność wywiadu rosyjskiego i niemieckiego w mieście, prowadziła komórkę paszportową (podrabiała blankiety i pieczęcie instytucji sowieckich). Henryk Józewski, Komendant Naczelny KN III POW po latach pisał o niej: wywiadowczyni o dużej inicjatywie i bezwzględnej odwadze. Przy każdej ze zmieniających się władz zajmowała zgodnie z potrzebą stanowiska w centralnych instytucjach wojskowych nieprzyjaciela (Armja Czerwona) względnie wojsk obserwowanych (Armja Denikina) dając ogromny zapas materjałów pierwszorzędnej wartości. Latem 1920 była kierowniczką Wydziału Politycznego Okręgu. Mieszkała przy ul. Koblewskiej 13 – podawała się za Annę Borysownę, malarkę portrecistkę.
W dniu 20 października 1920 została aresztowana przez Czeka wraz z matką, dwiema siostrami oraz stryjem. Aresztowania Polaków i Polek w Odessie były efektem działań prowokatora Wolkowa. Podczas tortur i przesłuchania nie wydała nikogo. Została rozstrzelana nocą z 29 na 30 października 1920. Podobny los spotkał aresztowanych w tym samym czasie: Karola Łastowskiego, komendanta POW w Odessie, Janinę Holecką i Konstantego Zalewskiego. Bracia Anny, Eugeniusz i Jerzy, choć również peowiacy, uniknęli rozstrzelania, bo byli wtedy w Wojsku Polskim.

## Ordery i odznaczenia
- Krzyż Srebrny Orderu Wojskowego Virtuti Militari nr 7954, przyznany pośmiertnie Dekretem Naczelnika Państwa i Naczelnego Wodza z dnia 17 maja 1922[5]
- Krzyż Niepodległości przyznany 18 września 1933[6][7]